# Hymne an Deutschland
Hymne an Deutschland (en español: "Himno a Alemania") es una canción patriótica que el entonces Presidente de Alemania, Theodor Heuss, aspiraba a establecer como el nuevo himno nacional de Alemania.
Su letra fue escrita por Rudolf Alexander Schröder en 1950. Después de que Carl Orff rechazara la oferta de componer la melodía, como Heuss deseaba, Hermann Reutter fue finalmente el que compuso la melodía. Los intentos de Heuss por instaurarlo como himno nacional fracasaron, por lo que en 1952 él y el canciller Adenauer reconocieron al Deutschlandlied como el nuevo himno nacional.